# Nu te pui cu Rosemary
Nu te pui cu Rosemary (titlu original: He Laughed Last, cu sensul de El a râs la urmă) este un film american din 1956 de comedie Technicolor regizat de Blake Edwards și scris de Edwards și Richard Quine. A fost produs de Jonie Taps.  
Rolurile principale au fost interpretate de actorii Frankie Laine, Lucy Marlow și Anthony Dexter.
Edwards a adaptat filmul pentru spectacolul său de pe off-Broadway din 1999, Big Rosemary, cu Cady Huffman în rolul Rosemary 'Rosie' Lebeau jucat de Lucy Marlow în filmul original.

## Distribuție
- Frankie Laine - Gino Lupo
- Lucy Marlow - Rosemary 'Rosie' Lebeau
- Anthony Dexter - Dominic Rodríguez
- Richard Long - Jimmy Murphy
- Alan Reed - Big Dan Hennessy
- Jesse White - Max Lassiter
- Florenz Ames - George Eagle
- Henry Slate - Ziggy